# Inocyclus dovyalidis
Inocyclus dovyalidis är en svampart som först beskrevs av Doidge, och fick sitt nu gällande namn av Arx 1962. Inocyclus dovyalidis ingår i släktet Inocyclus och familjen Parmulariaceae.   Inga underarter finns listade i Catalogue of Life.